# Ausztria az 1924. évi téli olimpiai játékokon
Ausztria a franciaországi Chamonix-ban megrendezett 1924. évi téli olimpiai játékok egyik részt vevő nemzete volt. Az országot az olimpián 1 sportágban 4 sportoló képviselte, akik összesen 3 érmet szereztek.

## Érmesek
| Érem  | Versenyző                      | Sportág     | Versenyszám  |
| ----- | ------------------------------ | ----------- | ------------ |
| Arany | Herma Szabo                    | Műkorcsolya | Női egyéni   |
| Arany | Helene Engelmann Alfred Berger | Műkorcsolya | Páros        |
| Ezüst | Willy Böckl                    | Műkorcsolya | Férfi egyéni |

## Műkorcsolya
| Versenyző                      | Versenyszám  | Kötelező elemek   | Kötelező elemek | Kűr               | Kűr   | Összesítés                     | Összesítés                     | Összesítés                     | Összesítés                     | Összesítés                     | Összesítés                     | Összesítés                     | Összesítés        | Összesítés  | Összesítés | Összesítés |
| Versenyző                      | Versenyszám  | Kötelező elemek   | Kötelező elemek | Kűr               | Kűr   | Helyezési pontszámok bírónként | Helyezési pontszámok bírónként | Helyezési pontszámok bírónként | Helyezési pontszámok bírónként | Helyezési pontszámok bírónként | Helyezési pontszámok bírónként | Helyezési pontszámok bírónként | Több. hely. száma | Hely. össz. | Pont       | Helyezés   |
| Versenyző                      | Versenyszám  | Több. hely. száma | Hely.           | Több. hely. száma | Hely. | 1                              | 2                              | 3                              | 4                              | 5                              | 6                              | 7                              | Több. hely. száma | Hely. össz. | Pont       | Helyezés   |
| ------------------------------ | ------------ | ----------------- | --------------- | ----------------- | ----- | ------------------------------ | ------------------------------ | ------------------------------ | ------------------------------ | ------------------------------ | ------------------------------ | ------------------------------ | ----------------- | ----------- | ---------- | ---------- |
| Willy Böckl                    | Férfi egyéni | 6×2+              | 2.              | 7×2+              | 1.    | 2,0                            | 2,0                            | 3,0                            | 2,0                            | 2,0                            | 1,0                            | 1,0                            | 6×2+              | 13,0        | 2518,75    |            |
| Herma Szabo                    | Női egyéni   | 6×1+              | 1.              | 5×1+              | 1.    | 1,0                            | 1,0                            | 1,0                            | 1,0                            | 1,0                            | 1,0                            | 1,0                            | 7×1+              | 7,0         | 2094,25    |            |
| Helene Engelmann Alfred Berger | Páros        |                   |                 |                   |       | 1,0                            | 2,0                            | 1,0                            | 1,0                            | 1,0                            | 1,0                            | 2,0                            | 5×1+              | 9,0         | 74,50      |            |